# 利利龐德 (喬治亞州)
利利龐德（英語：Lily Pond）是位於美國喬治亞州戈登縣的一個非建制地區。該地的面積和人口皆未知。

## 地理
利利龐德的座標為34°26′02″N 84°57′07″W / 34.43389°N 84.95194°W，而該地的平均海拔高度為201米（即659英尺）。